# Nikolai Michailowitsch Karamsin

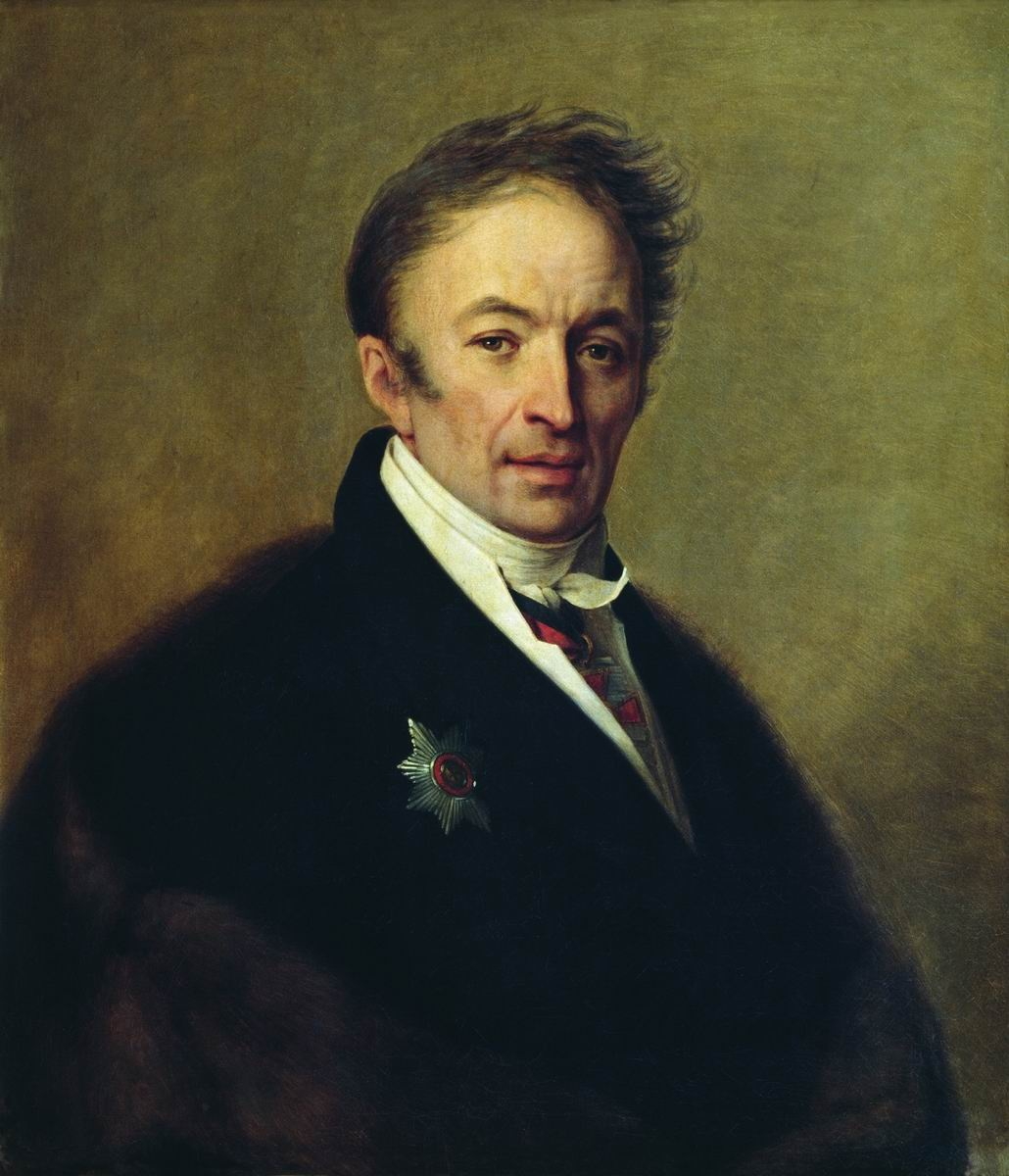
Nikolai Michailowitsch Karamsin

Nikolai Michailowitsch Karamsin (russisch Николай Михайлович Карамзин, wiss. Transliteration Nikolaj Michajlovič Karamzin; * 1. Dezemberjul. / 12. Dezember 1766greg. im Dorf Michailowka im Gouvernement Simbirsk (Russland); † 22. Maijul. / 3. Juni 1826greg. in Sankt Petersburg) war ein russischer Schriftsteller und Historiker. Karamsin markiert in der russischen Literatur den Übergang vom Klassizismus zum Sentimentalismus. Ende des 18. und Anfang des 19. Jahrhunderts konnte kein anderer Schriftsteller in Russland einen solchen Publikumserfolg und so viele Nachahmer verzeichnen wie Karamsin.

## Leben
Am 12. Dezember 1766 wurde Karamsin als Sohn eines Gutsbesitzers in der Nähe von Simbirsk (Uljanowsk) geboren. Seinen ersten Unterricht erhielt er durch Hauslehrer.
1780 bis 1783 erlernte er im Moskauer Pensionat des Professors Schaden moderne Sprachen und Literaturen. Als erste Arbeit Karamsins erschien 1783 seine Übersetzung einer Idylle von Salomon Gessner (1730–1788) im Druck: Das hölzerne Bein.
Nach einem kurzen Zwischenspiel im Petersburger Garderegiment und der Rückkehr nach Simbirsk siedelte Karamsin nach Moskau über, wo er sich 1784 bis 1789 dem Kreis um den großen Aufklärer, Verleger und Schriftsteller Nikolai Iwanowitsch Nowikow anschloss. In der von Nowikow gegründeten Zeitschrift veröffentlichte er Übersetzungen, kleinere Gedichte und Erzählungen.
1789 bis 1790 reiste Karamsin durch Europa: Twer, Memel, Tilsit, Königsberg (Begegnung mit Immanuel Kant), Berlin (Begegnung mit Friedrich Nicolai und Karl Philipp Moritz), Dresden, Leipzig, Weimar (Begegnung mit Wieland, aber nicht mit Goethe), Frankfurt und Straßburg. Während einem Aufenthalt in der Schweiz traf er Lavater in Zürich und Charles Bonnet in Genthod. Ende März 1790 kam er nach Paris, wo er das Krankenhaus Hôtel-Dieu besuchte; in Greenwich das Marinehospital, heutzutage die Universität. Die Heimreise führte ihn von London, wo er sich von Juli bis September 1790 aufhielt, zu Schiff nach Kronstadt zurück.
1791 bis 1792 gab Karamsin die literarische Zeitschrift Moskowski schurnal heraus und veröffentlichte dort die auf der Europareise entstandenen Briefe und Tagebuchnotizen, bevor sie 1797 bis 1801 in einer sechsbändigen Buchfassung als Briefe eines russischen Reisenden herauskamen. Der Reisebericht hatte so großen Erfolg, dass bereits 1801 bis 1803 die 2. Auflage erschien. Im Moskauer Journal veröffentlichte Karamsin auch seine bekanntesten sentimentalistischen Erzählungen wie Die arme Lisa und Frol Silin. Das Journal wurde eingestellt, nachdem Karamsin in seinem Gedicht An die Barmherzigkeit für die Begnadigung Nikolai Iwanowitsch Nowikows eingetreten war, der ohne Gerichtsurteil eingekerkert worden war.
1793 bis 1801 publizierte er eine Reihe literarischer Sammelbände eigener und fremder Werke: Aglaja, Meine Bagatellen, Die Äoniden, ein Pantheon russischer Autoren und ein Pantheon der ausländischen Literatur.
1802 bis 1803 leitete Karamsin die Redaktion des Westnik Jewropy (Bote Europas), der das erste Muster für die dicken russischen Literaturjournale wurde. Im Westnik Jewropy veröffentlichte Karamsin seine bekannteste historische Erzählung Marfa, die Statthalterin.
Als Alexander I. ihn 1803 zum Reichshistoriographen ernannte, beendete Karamsin seine literarische Tätigkeit und widmete sich ganz der wissenschaftlichen Erforschung der Geschichte Russlands. 1818 veröffentlichte er die ersten acht Bände seiner Geschichte des Russischen Reiches, die er mit dem unvollendeten zwölften Band bis zur Zeit der Wirren führte (1605–1613). Das Werk wurde wegen seines reichen Quellenmaterials und seines glänzenden Stils ein außergewöhnlicher Erfolg.
Nachdem Karamsin eine Lungenentzündung überstanden hatte, war er zu schwach, um eine geplante Erholungsreise nach Südfrankreich und Italien anzutreten. Er starb am 3. Juni 1826 in Sankt Petersburg.
Seit 1818 war er Ehrenmitglied der Russischen Akademie der Wissenschaften in St. Petersburg.

## Wirkung
Karamsin ist für die russische Kultur in dreifacher Hinsicht bedeutsam: als Begründer des Sentimentalismus – er überwand das abstrakte Pathos des Klassizismus und stellte menschliche Gefühle in den Mittelpunkt seiner Werke –, als Historiker und als Sprachreformer. Er bildete neue russische Wörter nach französischem und manchmal deutschem Vorbild, die sofort Allgemeingut wurden. Beispiele dafür sind die russischen Wörter für Bewusstsein, Entwicklung, Industrie oder rührend. Den russischen Satzbau vereinfachte er nach französischem Vorbild.
Mit dem sogenannten Nowy slog (Neuer Stil) setzte er den ersten wichtigen Baustein zur Begründung einer neuen Prosasprache, die später von Puschkin zur Vollendung gebracht wurde.

## Werke

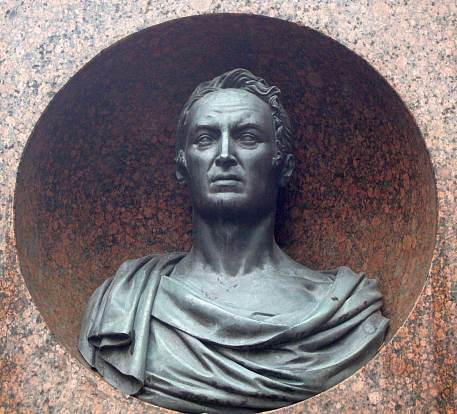
Karamsins Büste (Nikolai Ramasanow) am 1845 eingeweihten Karamsin-Denkmal, Uljanowsk

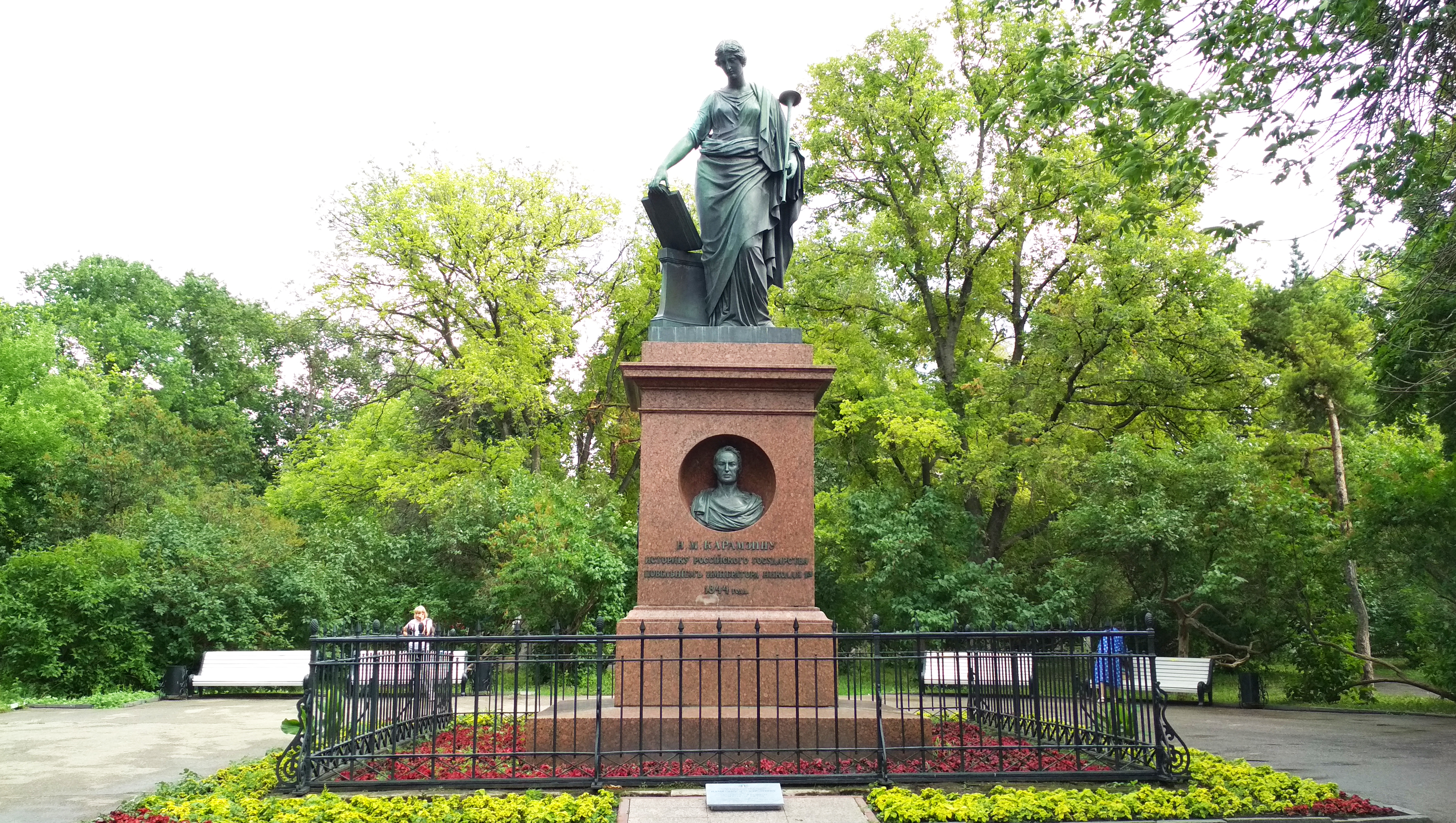
Karamsin-Denkmal (S. F. Halberg, N. A.Ramasanow, A. A. Iwanow, P. A. Stawasser, K. M. Klimtschenko). Uljanowsk

- Jewgeni und Julia (Евгений и Юлия), 1789
- Briefe eines russischen Reisenden (Письма русского путешественника), 1791/92
- Frol Silin (Фрол Силин), 1791
- Die arme Lisa (Бедная Лиза), 1792
- Liodor (Лиодор), unvollendete Erzählung 1792
- Natalja, die Bojarentochter (Наталья, боярская дочь), 1792
- Die Insel Bornholm (Остров Борнгольм), 1793
- Julia (Юлия), 1794
- Sierra Morena (Сиерра-Морена), 1794
- Der Empfindsame und der Kühle (Zwei Charaktere) (Чувствительный и холодный (Два характера)), 1801
- Ein Ritter unserer Zeit (Рыцарь нашего времени), Romanfragment 1802/03
- Marfa, die Statthalterin oder die Unterwerfung Nowgorods (Марфа Посадница, или Покорение Новагорода), 1803
- Geschichte des Russischen Reiches (История государства Российского), 1816–1829 (12 Bände)

Gedichte u. a.:
- An die Barmherzigkeit (К Милости), 1792
- Die Poesie (Поэзия), 1792
- Melancholie (Меланхолия), 1802
- Die arme Lisa, Reclam, Ditzingen (1982)
- Briefe eines reisenden Russen, Winkler, München (1984)
- Briefe eines reisenden Russen, Reclam, Ditzingen (1998)